# Bertram Ramsay
Bertram Home Ramsay (ur. 20 stycznia 1883 w Londynie, zm. 2 stycznia 1945 w Toussus-le-Noble) – brytyjski oficer Królewskiej Marynarki Wojennej podczas I wojny światowej i II wojny światowej, admirał.
Był odpowiedzialny za ewakuację Dunkierki i operację Torch w Afryce Północnej. Odegrał istotną rolę w planowaniu alianckiej inwazji w północnej Francji pod kryptonimem D-Day. Odpowiadał za operację Neptun.
Zginął w katastrofie lotniczej w Toussus-le-Noble, w drodze na konferencję w Brukseli.

## Odznaczenia i wyróżnienia[2]
- Krzyż Komandorski z Gwiazdą Orderu Łaźni (KCB) (7 czerwca 1940) – za ewakuację Dunkierki
- Krzyż Komandorski Orderu Łaźni (CB) (23 czerwca 1936)
- Krzyż Komandorski z Gwiazdą Orderu Imperium Brytyjskiego (KBE) (21 grudnia 1943) – za operację Husky
- Kawaler Królewskiego Orderu Wiktoriańskiego (MVO) (17 lutego 1918)
- Gwiazda 1914
- Medal Wojenny Brytyjski
- Medal Zwycięstwa
- Medal Służby Ogólnej Morskiej (1909–1962)
- Gwiazda za Wojnę 1939–1945
- Gwiazda Atlantyku
- Medal Wojny 1939–1945
- Medal Srebrnego Jubileuszu Króla Jerzego V
- Medal Koronacyjny Jerzego VI
- Wymieniony w sprawozdaniu (Mentioned in Despatches – MID) – dwukrotnie (1918, 1943)
- Wielki Oficer Orderu Legii Honorowej (Francja) – za inwazję w Normandii
- Chief Commander Legii Zasługi (Legion of Merit, 17 lipca 1945, USA) – za inwazję w Normandii
- Order Uszakowa I klasy (7 listopada 1944, ZSRR)